# Andrzej Marian Bartczak
Andrzej Marian Bartczak (ur. 8 marca 1945 w Kutnie, zm. 9 stycznia 2025) – polski pedagog, artysta, profesor zwyczajny na Wydziale Grafiki i Malarstwa ASP im. Wł. Strzemińskiego w Łodzi, profesor na Wydziale Artystycznym w Akademii Humanistyczno-Ekonomicznej w Łodzi.

## Życiorys
W latach 1963–1969 studiował na Wydziale Tkaniny w Państwowej Wyższej Szkole Sztuk Plastycznych w Łodzi. Był profesorem zwyczajnym na Wydziale Grafiki i Malarstwa Akademii Sztuk Pięknych im. Władysława Strzemińskiego w Łodzi, prowadził Pracownię Technik Drzeworytniczych, a od 1984 roku kierował Katedrą Grafiki Warsztatowej. Był członkiem Międzynarodowego Stowarzyszenia Drzeworytników XYLON z siedzibą w Szwajcarii. Uzyskał liczne nagrody, medale i wyróżnienia w wystawach i konkursach, za twórczość i osiągnięcia w pracy dydaktycznej w wyższym szkolnictwie artystycznym. W 2015 został odznaczony Złotym Medalem „Zasłużony Kulturze Gloria Artis”.
Mieszkał i pracował w Łodzi.